# Capparis shanesiana
Capparis shanesiana là một loài thực vật có hoa trong họ Capparaceae. Loài này được F.Muell. mô tả khoa học đầu tiên năm 1876.